# Рейес, Франсиско
Франсиско Сантьяго Рейес Вильяльба, широко известный как Франсиско Рейес (4 июля 1941 — 31 июля 1976) — парагвайский футболист, игравший на позиции полузащитника и центрального защитника. Рейес играл в нескольких латиноамериканских топ-клубах и за сборную Парагвая.

## Биография
Рейес родился в Асунсьоне, он начал свою карьеру в клубе «Президент Хейз», затем перешёл в асунсьонскую «Олимпию», с которой выиграл чемпионат в 1965 году.
В 1967 году Рейес присоединился к бразильскому клубу «Фламенго» и помог команде выиграть чемпионат штата Гуанабара в 1972 году. Также он стал трёхкратным обладателем Кубка Гуанабара (1970, 1972, 1973) и неофициальным обладателем «Золотого мяча» Бразилии 1970 года. Он завершил карьеру, защищая цвета «Олимпии», выиграв чемпионат Парагвая в своём последнем сезоне с этим клубом в 1975 году.
Рейес сыграл 13 матчей за сборную Парагвая с 1961 по 1966 год.
Умер в Асунсьоне в 1976 году, в возрасте 35 лет. Причиной смерти стала лейкемия.

## Титулы и достижения
- Чемпион Парагвая (2): 1965, 1975
- Чемпион штата Гуанабара (1): 1972
- Лучший игрок чемпионата Бразилии (Кубка Робертана) (1): 1970